# Tbêng Méan Chey
Tbêng Méan Chey (khm. ត្បែងមានជ័យ) – miasto w Kambodży; stolica prowincji Preăh Vĭhéar; według danych szacunkowych na rok 2009 liczy 25 286 mieszkańców.